# دن گیبسن
دنیل گیبسن نویسنده کانادایی است که تاریخ اولیه عربستان و اسلام را مورد مطالعه قرار می‌دهد. او مؤلف کتاب قبله‌های اولیه اسلامی: بررسی مساجدی که بین سال‌های ۱ هجری قمری/۶۲۲ پس از میلاد تا ۲۶۳ ق/۸۷۶ میلادی ساخته شده‌اند است که این ادعا را به پیش می‌برد که مساجد اولیه به جای مکه یا اورشلیم آنچنان که مورد قبول باستان‌شناسان و مورخان اسلام است، به سوی پترا بوده‌اند.

## استقبال و نقد
در سال ۲۰۱۷، دیوید ای. کینگ، مورخ، مروری بسیار انتقادی دربارهٔ قبله‌های اسلامی اولیه گیبسون نوشت که در آن به سرقت ادبی، تفسیر غلط و سوء برداشت از اثر سال ۱۹۹۰ خود دربارهٔ جهت قبله اشاره کرد. کینگ همچنین در سال ۲۰۱۸ یک بررسی نظام مند با عنوان "مغالطه پترا - مساجد اولیه رو به کعبه مقدس در مکه هستند اما دن گیبسون نمی‌داند چگونه / مقایسه جهت‌گیری‌های تاریخی با جهت‌گیری‌های مدرن می‌تواند به نتایج نادرستی منجر شود" منتشر کرد.
کینگ استدلال کرد که اعراب مسلمان اولیه نمی‌توانستند قبله را هنگام ساختن مساجد جدید به‌طور دقیق تشخیص دهند تا اینکه پیشرفت‌های ریاضی بعدی، دقت را ممکن ساخت. علاوه بر این، کینگ نوشت، بسیاری از تفاوت‌ها در جهت‌های مساجد با شیوه‌های منطقه ای و محلی، جغرافیای ناقص و نجوم عامیانه بهتر توضیح داده می‌شود. کینگ به درک ناکافی گیبسون از ریاضیات اشاره کرد و به «چند ضلعی‌های کروی» به عنوان چیزی غیرقابل توضیح گیبسون اشاره کرد (ص. ۱۷۰) کینگ تحلیل خود از اثر گیبسون را به عنوان یک سند آماتوری و غیرعلمی خلاصه کرد که هم برای مسلمانان توهین‌آمیز است و هم توهین به دانشوری مسلمانان و غرب است. گیبسون در academia.edu به کینگ پاسخ داد: «دکتر کینگ از سوی دیگر متقاعد شده‌است که قبله‌های درهم و برهم واقعاً قصد داشتند به شرق، غرب، انقلاب‌ها، طلوع خورشید و غیره اشاره کنند. من در نسخه‌های خطی دینی اسلامی به چیزی که پشتوانه این قبله‌ها باشد برنخوردم. اما شاید به مرور زمان کسی در جایی به چیزی برخورد کند که درک ما از قبله را تغییر دهد. تنها چیزی که تا کنون دریافته ام این است که هر مسلمانی انتظار دارد قبله به مسجد الحرام اشاره کند.»
والتر آر. شوم از نظر آماری ادعاهای کینگ و گیبسن را با نتایج خود تا حدی به نفع گیبسن آزمایش کرد. با این حال او تنها از داده‌های ارائه شده توسط گیبسون بدون بررسی روش‌شناسی نحوه به دست آمدن داده‌ها استفاده کرد و به اختلاف بین داده‌های وب سایت و داده‌های کتاب برای جهت قبله اشاره کرد. در بخشی از مقاله اش دربارهٔ محدودیت‌های مطالعه‌اش، شوم اذعان می‌کند که فرضیه کینگ در مورد جهت قبله را به‌طور کامل بررسی نکرده‌است و می‌گوید نتایج بسیار نزدیک بوده و در عوض روش گیبسن را در تعیین جهت قبله انتخاب کرده‌است.
بررسی مایکل لکر دربارهٔ جغرافیای قرآنی گیبسون در مجله مطالعات سامی در سال ۲۰۱۴، با این جمله به پایان می‌رسد: «نوشته تخیلی این کتاب ممکن است شاید حتی در محافل دانشگاهی پیروان خود را داشته باشد. اما مطالعه تاریخ اولیه اسلامی بهتر است با گام‌های کوچک، یکی یکی انجام شود.» دانیل سی وا، مورخ، نقدی مرددانه در راه ابریشم نوشت، که در آن می‌پرسد: «ممکن است پرسیده شود آیا چیزی در این کتاب پرسروصدا و خودانتشاریافته وجود دارد که باید جدی گرفته شود؟» او ادامه می‌دهد: «به گفته او، اینجا چیزهای زیادی وجود دارد که ممکن است باعث توقف ما شود. او مسلماً اولین کسی نیست که به مشکلات تفسیر اشاره‌های نسبتاً معدود و رمزآمیز به آنچه می‌توانیم به آن «جغرافیا» در قرآن بگوییم یا تناقضات احتمالی ناشی از تلاش برای یافتن مبنای واقعی اطلاعات موجود در احادیث و تاریخ‌های اولیه اسلامی که همه آنها را مکرراً به‌طور مبسوط نقل می‌کند، اشاره می‌کند.

## آثار
- .LET THE STONES SPEAK. Archaeology Challenges Islam. DAN GIBSON. Including content by Walter R. Schumm, Zvi Goldstein & Chad Doell SASKATOON, CANADA. CANBOOKS (2023)
- Gibson, Dan (2017). Early Islamic Qiblas: A survey of mosques built between 1AH/622 C.E. and 263 AH/876 C.E. Vancouver: Independent Scholar's Press. ISBN 978-1-927581-22-3. Imprint of CanBooks.ca
- ——— (2011). Qur'ānic Geography: A survey and evaluation of the geographical references in the Qur'ān with suggested solutions for various problems and issues'. Vancouver: Independent Scholar's Press. ISBN 978-0-9733642-8-6. Imprint of CanBooks.ca
- ——— (2004). The Nabataeans: Builders Of Petra. Xlibris. ISBN 978-1-4134-2734-9. Self-published